# Bokholt-Hanredder
Bokholt-Hanredder település Németországban, Schleswig-Holstein tartományban. Lakosainak száma 1318 fő (2023. december 31.).

## Népesség
A település népességének változása:
| Lakosok száma | 1058 | 1197 | 1279 | 1237 | 1327 | 1323 | 1318 |
|               | 1975 | 2014 | 2017 | 2019 | 2021 | 2022 | 2023 |